# Le Vert de Maisons (métro de Paris)
Ne doit pas être confondu avec Gare du Vert de Maisons.
Le Vert de Maisons est une future station de la ligne 15 du métro de Paris. Située à proximité de la gare du Vert de Maisons, il est prévu qu'elle assure la correspondance entre la ligne 15, la ligne D du RER et, éventuellement, avec la ligne R du Transilien, si un arrêt des trains de cette ligne était créé à la gare.
Cette station de métro souterraine, doit être située entre l'avenue de la Liberté et la rue de Naples, au niveau de la rue de Petrograd, et ses quais sont prévus à une profondeur de −36 m,.
La conception de la station de métro est confiée à Denis Valode de l'agence d'architectes Valode et Pistre. La structure souterraine de la station épousera les décalages formés par la roche, faisant référence aux nombreuses carrières, de calcaire et de gypse, qui se trouvent à proximité.
Krijn de Koning créera une installation artistique dans la station en coordination avec Denis Valode. Il s'agira d'une sculpture (béton et plâtre) de 4,5 m de hauteur et d'aplats colorés verts et bleus, qui remonteront vers la surface pour souligner de manière ludique les contours de la station,.
La station comportera également sur ses quais une fresque de Steve Scott.
La construction de la station est confiée à un groupement d’entreprises constitué de Bouygues Travaux Publics, en qualité de mandataire solidaire, et de Soletanche Bachy France, Soletanche Bachy Tunnels, Bessac et Sade.
Les travaux de génie civil ont démarré au printemps 2017, l'étape de construction des parois moulées a débuté en janvier 2018. La livraison est prévue en 2026,.
La construction des parois moulées de la boîte station s’est terminée en septembre 2018 : 37 panneaux de béton ont été coulés jusqu’à 73 mètres de profondeur. Le creusement de cette boîte démarre au début de 2019. Le tunnelier Marina la traverse en octobre 2020, en direction de la station Créteil - L'Échat.
Contrairement à l’essentiel des ouvrages du Grand Paris Express, la superficie intérieure de la partie souterraine de la gare Le Vert de Maisons n’était pas suffisamment grande pour accueillir la totalité des quais et des couloirs d’accès des voyageurs. Un élargissement du tunnel sur 65 mètres de long, depuis les niveaux inférieurs de la boîte gare, a été nécessaire à la réalisation de ces espaces. Débutés en 2021, ces travaux se sont achevés en 2023. Ils se sont s’accompagnés de mesures de consolidation du sol et de protection des cheminements et du square, inscrit au titre des monuments historiques.
En 2023, le génie civil s'est terminé et les travaux d'aménagement et d'équipement de la gare ont commencé. Les escaliers mécaniques, qui assureront l'accessibilité de la ligne 15 Sud, sont installés au fur et à mesure depuis mars 2024. Les ascenseurs seront posés par la suite. Les murs et les sols de la gare se parent des revêtements définitifs tandis que sur les quais les impostes sont installés et laisseront bientôt place aux façades de quais.

## Correspondances
La station sera en correspondance avec la ligne D du réseau express régional.